# 維爾納·庫澤
維爾納·庫澤（英語：Werner Coetser，1988年3月2日—）是一名南非男演員、製片人、主持人、配音藝術家、MC和歌手。他最著名的角色是電視肥皂劇《7de Laan》中的伯納德·約爾丹（Bernard Jordaan）。

## 個人生活
庫澤於1988年3月2日出生於南非。2009年，他在BaDa接受圖克·森甘加的訓練。
他已婚，育有兩個孩子。

## 職業生涯
2010年，庫澤首次出演電影《Susanna Van Biljon》，飾演赫尼（Hennie）一角。2010年，他首次出演電視連續劇《7de Laan》，並在劇中飾演伯納德·約爾丹一角。這部連續劇成為他職業生涯的轉捩點，他連續五年飾演這個角色，直到2015年。2016年，他加盟連續劇《Gertroud Met Rugby》，飾演閃電（Blitz）一角。除了電視和電影之外，庫澤偶爾也出演舞台劇，包括《Boeing Boeing》、《Huis Toe》和《Vaselintjie》。

## 影視作品

### 電影
| 年份 | 標題                   | 角色   | 備註     |
| ---- | ---------------------- | ------ | -------- |
| 2010 | 《Susanna Van Biljon》 | Hennie |          |
| 2012 | 《Spoor(loos)》        | 製作人 | 短篇電影 |

### 電視
| 年份      | 標題                   | 角色                    | 備註        |
| --------- | ---------------------- | ----------------------- | ----------- |
| 2016      | 《7de Laan》           | Bernard Jordaan         |             |
| 2016      | 《Gertroud Met Rugby》 | Johan "Blitz" Vermeulen |             |
| 2016—至今 | 《Sterlopers》         | 演員                    |             |
| 2025      | 《ONE PIECE》          | 東利                    | Netflix影集 |

## 外部連結
- 維爾納·庫澤在互联网电影资料库（IMDb）上的資料（英文）